# Giuseppe Santaniello
Giuseppe Santaniello (Avellino, 23 dicembre 1920 – Fregene, 15 dicembre 2015) è stato un giurista italiano.

## Biografia
- Laureato in Giurisprudenza all'Università di Napoli nel 1942.
- Nel 1951 diventa  Avvocato dello Stato presso le Avvocature di Ancona e di Napoli.
- Nel 1955 è Consigliere di Stato.
- Nel 1973 è promosso Presidente di Sezione.
- Nel 1990 è Presidente onorario del Consiglio di Stato.
- Ha insegnato Diritto Amministrativo dal 1964 al 1998 presso le Università di Perugia, Roma, Napoli e presso la Scuola Superiore della Pubblica Amministrazione.

È stato:
- Presidente di Sezione Commissione Tributaria Centrale,
- Commissario del Governo Moro per la Regione Umbria,
- Capo di Gabinetto e Capo dell'Ufficio Legislativo presso i Dicasteri delle Finanze, della Sanità, della Marina Mercantile,  del Lavoro e della Previdenza Sociale,
- Componente della Commissione Parlamentare mista di vigilanza sulla Cassa DD.PP e sugli istituti di Previdenza,
- Consulente giuridico presso i Dicasteri della Ricerca Scientifica e del Commercio con l'Estero.

Ha fatto parte di:
- Consiglio Superiore dei Lavori Pubblici;
- Commissione per la Riforma Tributaria presso il Ministero delle finanze;
- Consiglio di Amministrazione delle Ferrovie dello Stato.
- Dal  1987 al 1996 è stato presidente dell'Autorità per le garanzie nelle comunicazioni.
- Nel 1997 è stato nominato membro dell'Autorità Garante per la protezione dei dati personali e riconfermato nel 2001.

## Pubblicazioni
- È collaboratore di importanti rassegne giuridiche. Dirige il Trattato di Diritto Amministrativo (edito dalla Cedam), dal 1987,

È autore di: 
- Gli atti amministrativi generali a contenuto non normativo, Milano - 1963.
- I Tribunali amministrativi regionali,  Roma - 1974.
- La tutela della riservatezza, Padova - 2000.
- Codice dell'informazione, Padova - 1996.
- Libertà etica garanzia dell'informazione, Casale Monferrato - 1997
- La protezione dei dati personali, Padova - 2005.